# Augustin Stom
Augustin Stom auch Augustinus Stom; († um 1681) war ein niederländischer Maler.

## Leben
Stom war ein in der Tradition des Caravaggismus stehender Maler, der überwiegend in Utrecht tätig war. Über seine Herkunft und seinen Werdegang ist kaum etwas bekannt. In einem Eintrag der Lucasgilde zu Antwerpen wird in den Jahren 1633 bis 1634 im Zusammenhang mit dem Bildschnitzer und zu dieser Zeit aktiven Dekan der Gilde Hans van Mildert als Meister Augustyn Stom, „handelear (en schilder)“ erwähnt. In einer Rechnung wurden ihm 20 Gulden zugesprochen. Im Jahr 1652 heiratete er. 1669 setzte er sein Testament auf und 1681 scheint er bereits verstorben zu sein, da seine Witwe am 16. November dieses Jahres den Maler Cornelis Jonson van Ceulen d. J. heiratete, so dass er in diesem Jahr oder früher gestorben sein muss.
Ausgewählte Werke
- Amersfoort, Burgerweeshuis: Elegante Gesellschaft. 1667, Frau mit Kind.
- Warschau, Muzeum Narodowe: Apollo.
- Verbleib unbekannt: Bäuerliches Interieur. (am 20./21. März 1999 aus einer bayrischen Privatsammlung gestohlen), Junge Frau an einem Tisch sitzend, vor einem Teller mit Artischocken. (am 9. September 2008 auf der Versteigerung Christie’s in Amsterdam, Los: 75).